# 吳世璠
吳世璠（1663年—1681年12月7日），吴周第二任及末任皇帝，吳應熊庶子。

## 生平
1673年，祖父吳三桂起兵反清。1674年，父亲吳應熊被清廷处决。1678年（康熙十七年），吳三桂稱帝，不久病死。世璠繼位吳周皇帝，年號洪化，退據貴陽，世璠年幼，軍心渙散。清大將軍察尼趁機取岳州（今湖南岳陽），克辰龍關。安親王岳樂攻克長沙，喇布復衡州，傅宏烈等部收復桂林，甘陝清軍克復漢中、重慶、成都。
洪化二年（康熙十九年，1680年）十月，吳世璠再逃昆明。傅宏烈被馬承蔭出賣，遭吳軍俘殺。洪化三年（康熙二十年，1681年），定遠平寇大將軍趙良棟、彰泰、賴塔等從蜀、黔、桂三路入滇，吳世璠急令夏国相、胡国柱、马宝移阻趙良棟，郭壮图迎战蔡毓荣，蔡毓荣縱火燒林，郭壮图敗退。這時清軍逼近省城，吴世璠又调夏国相等人回援。吴世璠坚守五華山，拼死抵抗，圍昆明城，两军血肉互搏，相持數月。十月中旬，城內糧食不繼，文武紛降。十月丁未（1681年12月7日），昆明城破，守将胡国柱陣亡，郭壮图自杀，吳世璠自刎，妻子郭皇后投缳，殘部6700餘人投降。吴世璠的首级及夏国相、马宝等人被押解到北京。

## 影視形象

### 電視劇
| 年份   | 地區         | 作品             | 演員   |
| 1987年 | 香港亚洲电视 | 《满清十三皇朝》 | 罗耀雄 |
| 2004年 | 中國         | 《少年康熙》     | 脱一然 |